# 绍约卡波尔瑙
绍约卡波尔瑙，是匈牙利包尔绍德-奥包乌伊-曾普伦州所辖的一个村。总面积10.51平方公里，总人口414，人口密度39.4人/平方公里（2011年1月1日）。